# Làmpada fluorescent compacta

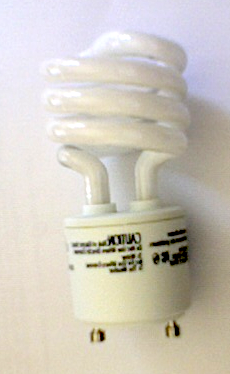
CFL (GU24) amb ballast integrat

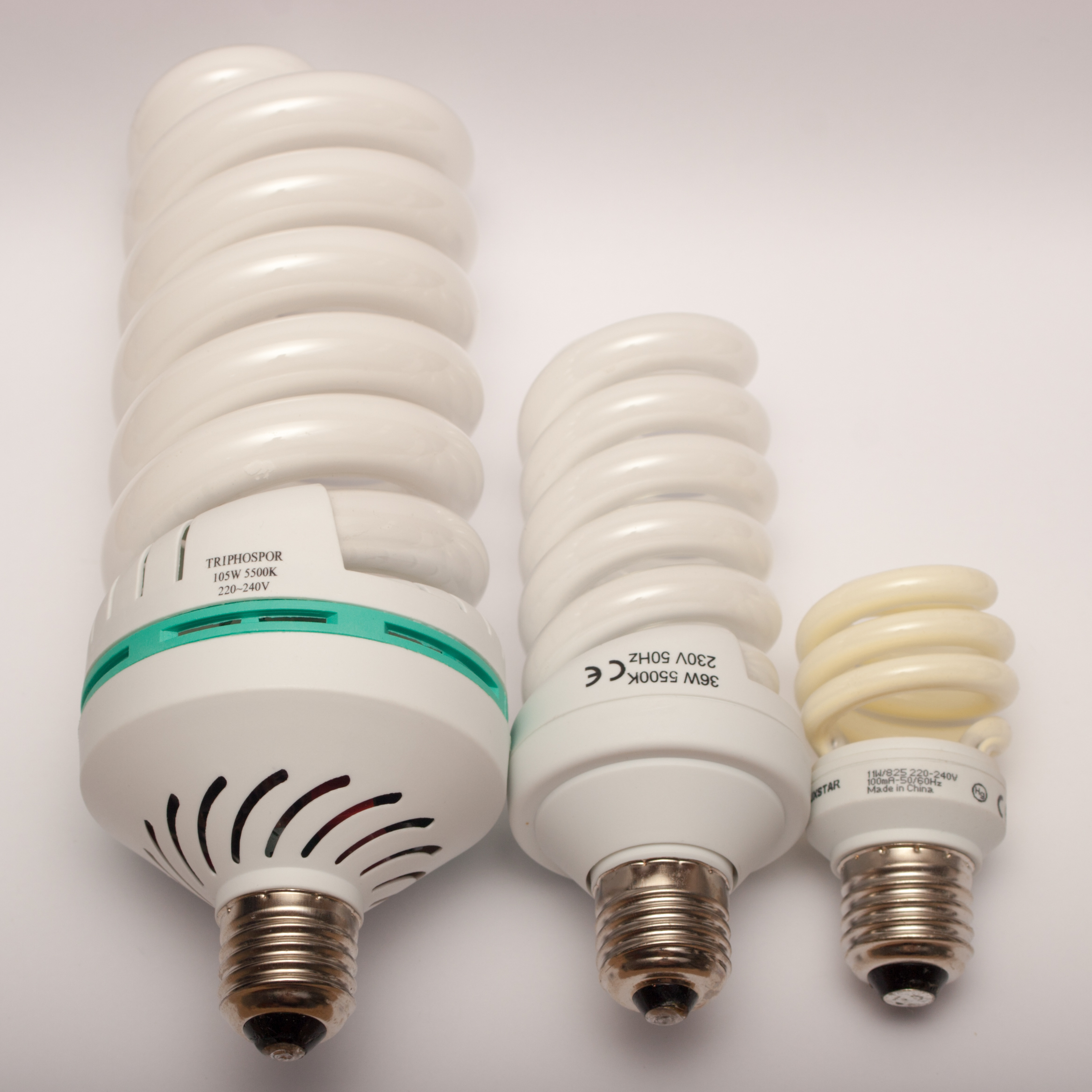
Diversos CFL amb ballast integrat

Una làmpada fluorescent compacta (també dita llum fluorescent compacte) o CFL (sigles de l'anglès compact fluorescent lamp) és un tipus de llum fluorescent que es pot usar amb sòcols de rosca Edison normal (E27) o petita (E14). Se la coneix també amb els noms de llum estalviadora d'energia, llum de baix consum, o bombeta de baix consum
- Bombeta Fluorescent.[2]

En comparació amb les làmpades incandescents, les CFL tenen una vida útil més gran i consumeixen menys energia elèctrica generant la mateixa intensitat lluminosa. De fet, les làmpades CFL ajuden a estalviar costos en factures d'electricitat, compensant el preu més elevat en només les primeres 500 hores d'ús.

## CFL-I amb ballast integrat

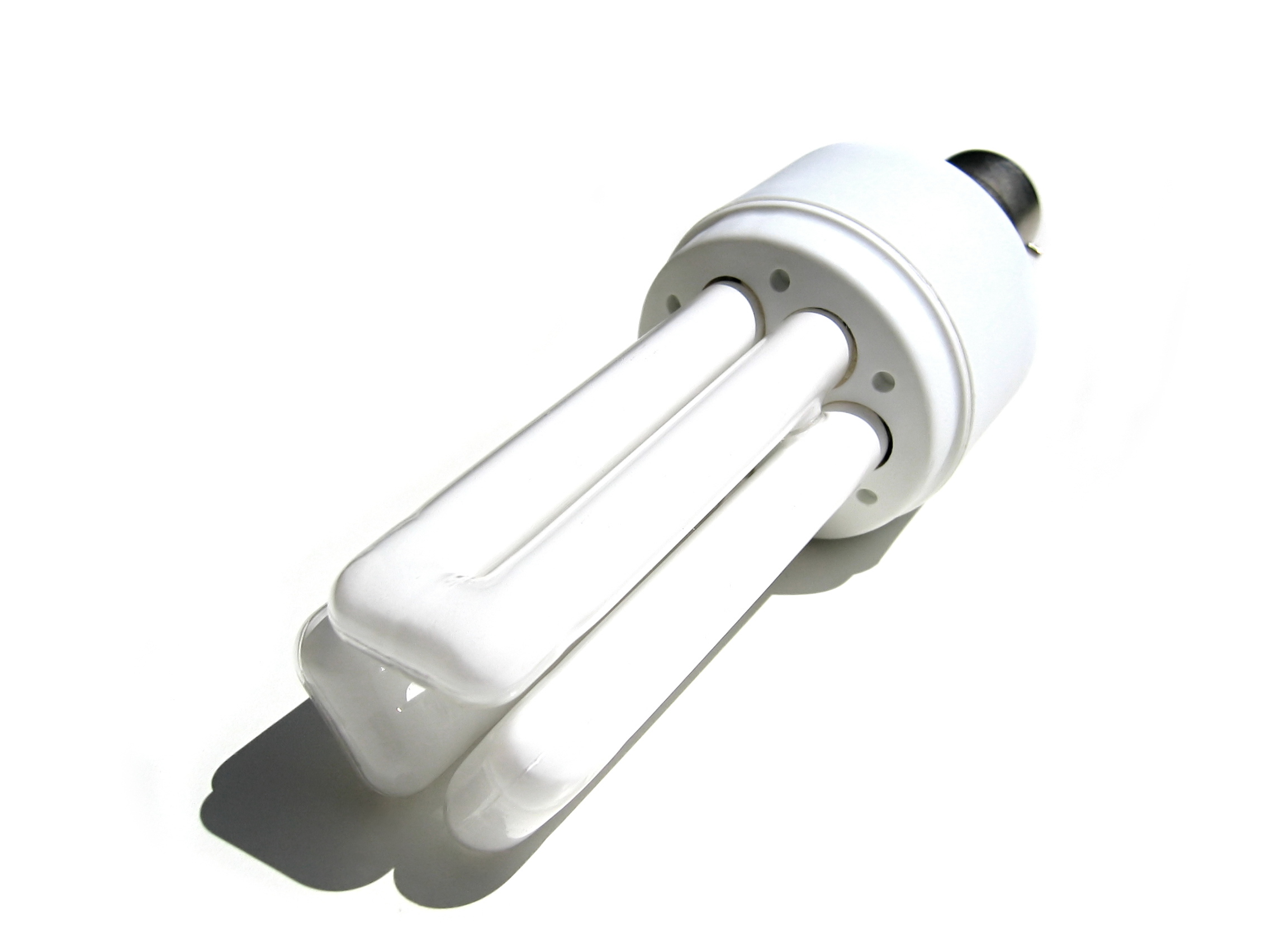
CFL (E27) amb ballast integrat

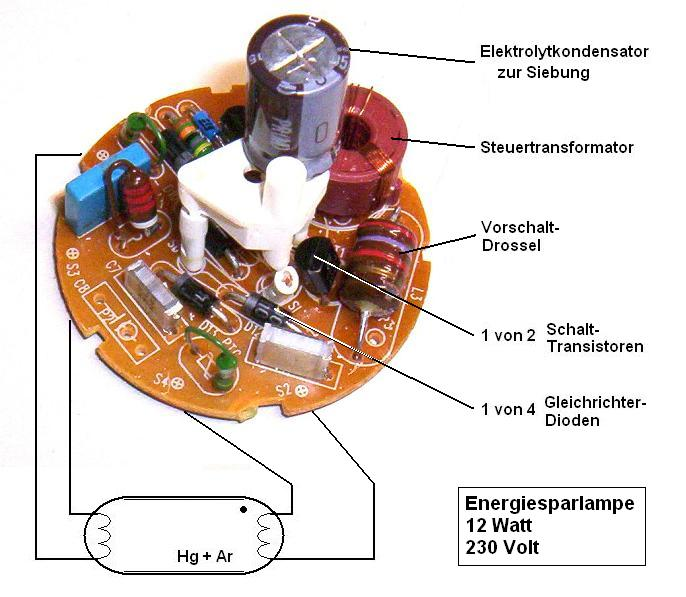
Placa d'un balast electrònic (EVG) d'una llum fluorescent compacti de 12 watts.

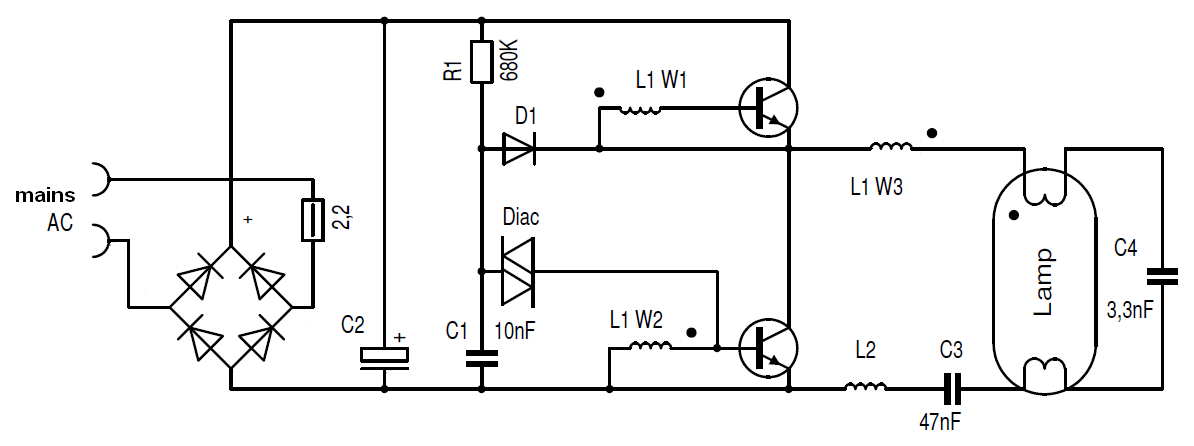
Esquema elèctric d'un balast electrònic

El funcionament d'un llum fluorescent compacte és el mateix que el d'un tub fluorescent comú i també està fet amb un tub vapor de mercuri però és molt més petit i manejable.
Quan accionem l'interruptor d'alimentació de la llum CFL enroscat en un portalàmpades (tipus Edison E27 0 E14, igual al que utilitzen la majoria de les làmpades d'incandescència), el corrent elèctric altern passa pel balast electrònic, on un rectificador díode d'ona completa la converteix en corrent continu. A continuació un circuit oscil·lador, compost fonamentalment per un circuit transistoritzat que funciona com a amplificador de corrent, una bobina o transformador (reactància inductiva) i un condensador (reactància capacitiva) s'encarreguen de generar un corrent altern amb una freqüència d'entre 20 i 60 kHz.
L'objectiu d'aquesta alta freqüència és disminuir el parpelleig que provoca l'arc elèctric que es crea dins de les làmpades fluorescents quan es troben enceses. D'aquesta manera s'anul·la l'efecte estroboscòpic que normalment es crea en les antigues làmpades fluorescents de tub recte que funcionen amb balasts electromagnètics (no electrònics). En les làmpades fluorescents antigues, l'arc que s'origina té una freqüència de tan sols 50 o 60 Hz, que és la de la xarxa elèctrica a la qual estan connectades.
Quan els filaments d'una CFL s'escalfen pel pas del corrent, l'augment de la temperatura ionitza el gas inert que conté el tub al seu interior i crea un pont de plasma entre els dos filaments. A través d'aquest pont s'origina un flux d'electrons que aporta les condicions necessàries perquè el balast electrònic generi una espurna i s'iniciï un arc elèctric entre els dos filaments. En aquest punt del procés els filaments s'apaguen (cessa la seva incandescència) i la seva missió és actuar com a elèctrodes per mantenir l'arc elèctric durant tot el temps que romangui encesa la llum. L'arc elèctric no produeix directament la llum en aquestes làmpades, però la seva existència és fonamental perquè es produeixi aquest fenomen.
Una vegada que els filaments de la llum s'han apagat, l'única missió de l'arc elèctric serà continuar i mantenir el procés d'ionització del gas inert. D'aquesta manera, els ions despresos del gas inert en xocar contra els àtoms del vapor de mercuri contingut dins de tub fan que els àtoms de mercuri s'excitin i comencin a emetre fotons de llum ultraviolada en la des-excitació subsegüent. La llum ultraviolada no és visible per l'ull humà, però en ser absorbits per la capa fluorescent de substància fluorescent que recobreix la paret interna del tub, fa que els àtoms de fluor s'excitin i que emetin fotons de llum visible al des-excitar. El resultat final és que la llum emet llum visible cap a l'exterior.

## CFL-NI amb ballast no integrat

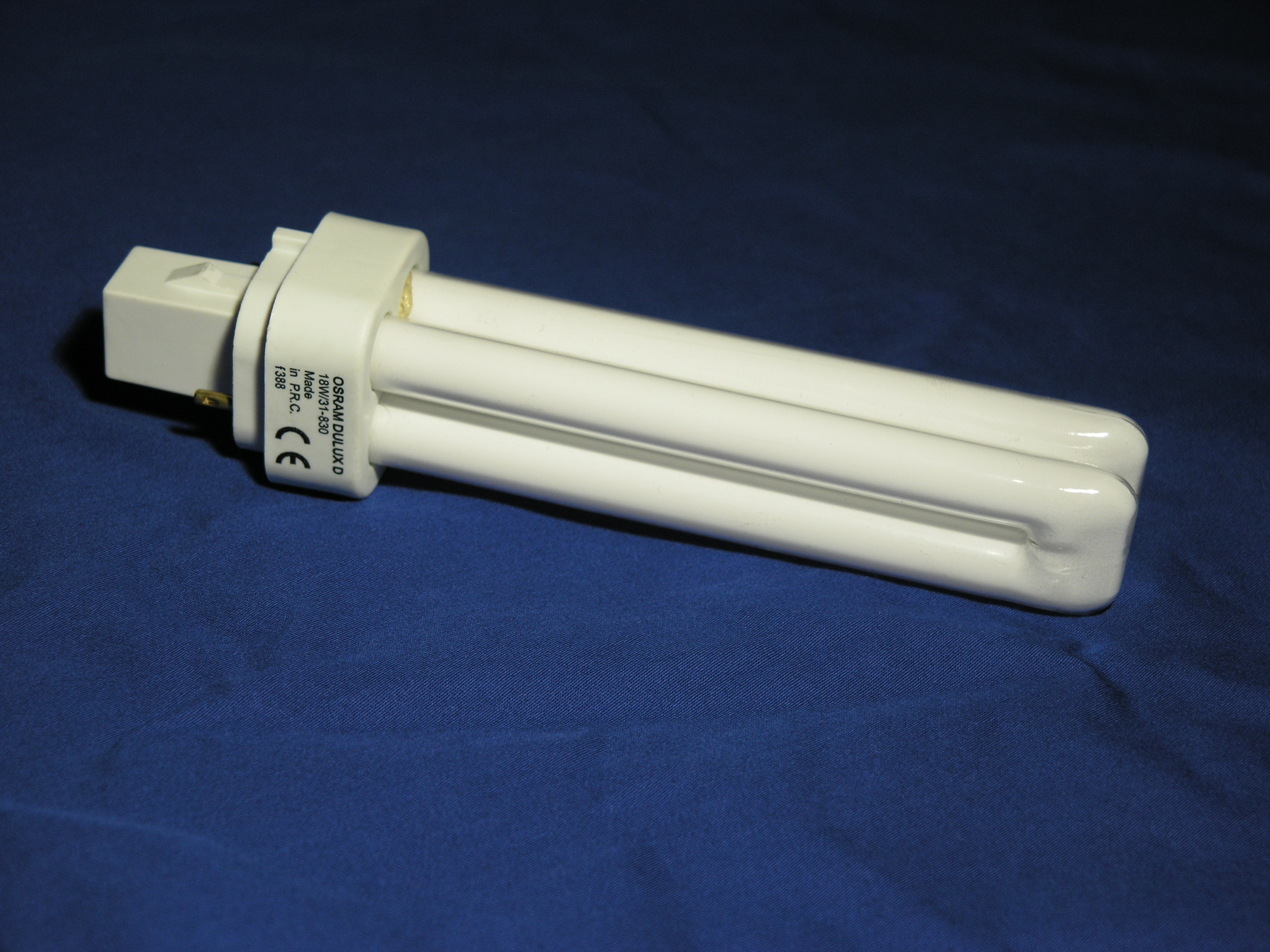
CFL biagulla (G24) amb cebador intern

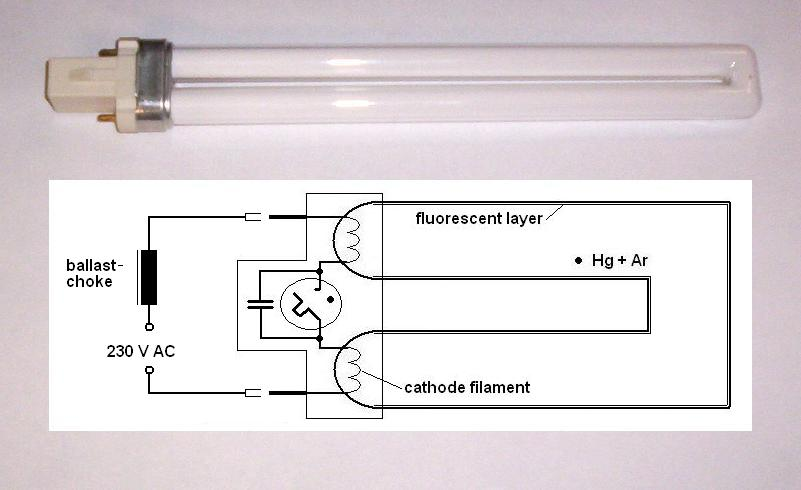
CFL biagulla (G23) amb cebador intern, es mostra l'esquema de cablejat connectat a la xarxa AC (costat esquerre) mitjançant una reactància-seriï estàndard (CCG)

Les làmpades fluorescents compactes no integrades tenen el llast permanentment instal·lat a la lluminària, i només la bombeta de la llum generalment es canvia al final de la seva vida. Atès que les reactàncies es col·loquen en l'aparell de llum que són més grans i duren més en comparació dels integrats, i no necessiten ser reemplaçada quan el bulb arriba al seu final de la seva vida. No integrats carcasses CFL pot ser tant més car i sofisticat.. Tenen dos tipus de tubs: un tub biagulla dissenyat per balast convencional, i un tub de quatre pins dissenyat per un balast electrònic o balast convencional amb un motor d'arrencada externa. Un tub biagulla conté cebador intern que evita la necessitat que les patilles de calefacció externes, però pot causar incompatibilitat amb balasts electrònics
Pel balast (electrònic o convencional) per separar de la bombeta real, que s'integrarà en la llum. Els tipus s'esmenten a continuació difereixen en la disposició del cebador (intern o extern)
Sòcol amb dos pins (cebador intern)
El cebador està integrat a la llum, en una forma allargada, bloc de plàstic en forma de prisma d'entre l'eix de dos contactes a la base de la llum (principalment el G23 de base). La llum, en la qual està connectat en aquesta llum, requerit per al funcionament d'un equip de control convencional (CCG, un 50-Hz reactància), equip de control electrònic (ECG) pot causar aquestes làmpades per iniciar problemes. El circuit elèctric equivalent d'una llum fluorescent amb balast magnètic. El motor d'arrencada se substitueix amb cada canvi amb, però aquesta versió és relativament barat.
Sòcol amb quatre pins (cebador extern)
El cebador a la llum integrada com el balast electrònic o convencional. Això significa que la base (predominantment GX24q) és relativament curt i compacti, per tant. Els quatre connectors dels càtodes són com els d'un tub fluorescent. Resumint, és tècnicament equivalent als làmpades fluorescents tubulars.
Es continuen utilitzant làmpades fluorescents compactes múltiples amb balast electrònic extern comú (amb cebador electrònic). També es poden emprar balasts electrònics externs en làmpades controlats per una interfície digital adreçable d'enllumenat o en instal·lacions d'edificis intel·ligents.

## Mercat

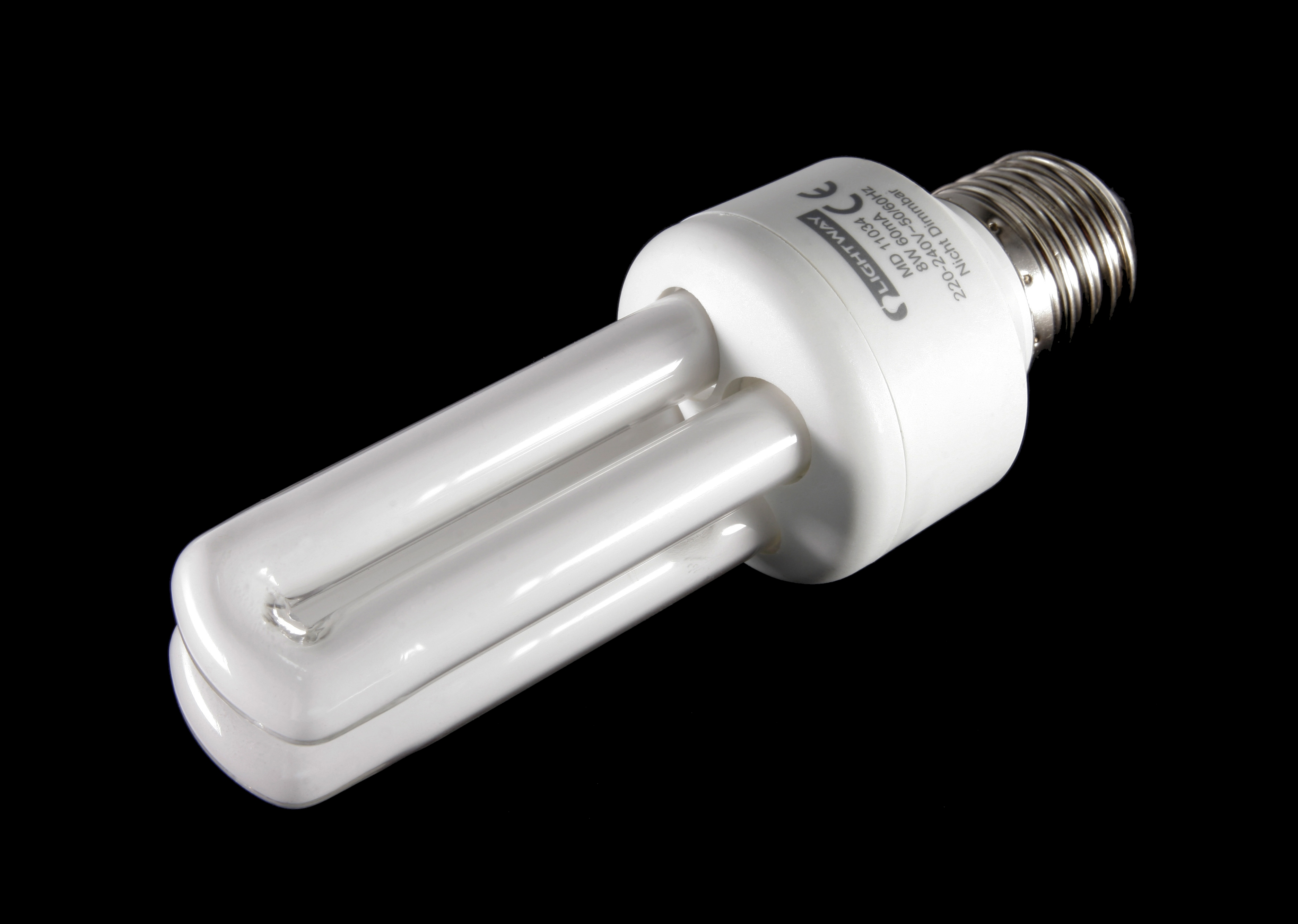
Llum fluorescent compacti CFL (E27) amb ballast integrat.

Presentades mundialment a principis dels anys vuitanta, les vendes dels làmpades CFL s'han incrementat constantment a causa de les millores en el seu funcionament i la reducció dels seus preus. El més important avançament a la tecnologia dels làmpades fluorescents (incloses les CFL) ha estat la substitució dels balasts magnètics o encebadors (transformadors usats per a la seva encesa) pels del tipus electrònic. Aquest reemplaçament ha permès l'eliminació de l'efecte de "parpelleig" i de l'encesa lenta tradicionalment associats a la il·luminació fluorescent, així com un estalvi de pes de la pròpia llum.
Les làmpades compactes fluorescents utilitzen un 80% menys d'energia (degut principalment al fet que produeixen molta menys calor) i poden durar fins a 12 vegades més, estalviant així diners en la factura elèctrica. Aquest percentatge millora amb cada nou model.
El mercat de làmpades CFL ha estat ajudat per la producció de làmpades que poden ser integrades o no. Les primeres contenen un tub, un balast electrònic i un born cargolable en un portalàmpades estàndard; aquestes permeten que les làmpades incandescents siguin substituïdes fàcilment. Les làmpades no integrades permeten la substitució del tub i l'ús perllongat del balast, ja que el balast electrònic té més durada que el tub, pot ser més costós i sofisticat en oferir l'opció de graduar la intensitat de llum.
Cada vegada que un particular instal una bombeta de baix consum s'estalvia l'emissió de 20 kg de CO2 a l'atmosfera a l'any (segons el tipus de fonts de generació elèctrica, que varia àmpliament d'un país a un altre i canvia en el temps).
La substitució de les bombetes incandescents a la Unió Europea estalviaria almenys 20 milions de tones de CO2 a l'any, el que equivaldria a tancar 25 centrals que utilitzen energia contaminant.
Les làmpades CFL es fabriquen per a ús amb corrent altern i amb corrent continu. Aquestes últimes solen utilitzar-se per la il·luminació interna de les caravanes (cases rodants) i en lluminàries activades per energia solar. En alguns països, se solen utilitzar aquestes últimes com a reemplaçament de les llanternes a força de querosè.

## Equivalents per a les diferents tecnologies d'il·luminació
| Flux lluminós "mínim" (lumen) | Consum d'energia elèctrica (Watt) | Consum d'energia elèctrica (Watt) | Consum d'energia elèctrica (Watt) |
| Flux lluminós "mínim" (lumen) | Incandescent                      | CFL                               | LED                               |
| ----------------------------- | --------------------------------- | --------------------------------- | --------------------------------- |
| 450                           | 40                                | 9–13                              | 4-9                               |
| 800                           | 60                                | 13–15                             | 10-15                             |
| 1,100                         | 75                                | 18–25                             | 10-15                             |
| 1,600                         | 100                               | 23–30                             | No disponible                     |
| 2,600                         | 150                               | 30–52                             | No disponible                     |

Consum d'energia per als diferents tipus de llums i els diferents fluxos de llum de sortida. Els punts més baixos de la gràfica corresponen a un menor consum d'energia

El quilowatt-hora és la unitat utilitzada per a mesurar el consum d'energia elèctrica en la majoria dels països (entre ells Espanya). Segons el mètode "unitat sense dimensions", la fórmula per al càlcul del cost de l'energia és:
{\displaystyle \left(m\,\mathrm {W} \right)\times \left(n\,\mathrm {h} \right)\times \left({\frac {k\;EU\!R}{1000\,\mathrm {W} \cdot \mathrm {h} }}\right)=x\;EU\!R}
Suposant un cost de l'electricitat de 0,09 per cada quilowatt-hora.
| INCANDESCENT | {\displaystyle (75\,\mathrm {W} )\times (8.000\,\mathrm {h} )\times \left({\frac {0,09\;EU\!R}{1000\,\mathrm {W} \cdot \mathrm {h} }}\right)=54\;EU\!R}                         |
| CFL          | {\displaystyle \left(20\,\mathrm {W} \right)\times \left(8.000\,\mathrm {h} \right)\times \left({\frac {0,09\;EU\!R}{1000\,\mathrm {W} \cdot \mathrm {h} }}\right)=14,4\;EU\!R} |
| LED          | {\displaystyle \left(10\,\mathrm {W} \right)\times \left(8.000\,\mathrm {h} \right)\times \left({\frac {0,09\;EU\!R}{1000\,\mathrm {W} \cdot \mathrm {h} }}\right)=7,2\;EU\!R}  |

## Comparació de cost amb altres tecnologies d'il·luminació
| Comparació de Costos (en USD)                                                | Comparació de Costos (en USD) | Comparació de Costos (en USD) | Comparació de Costos (en USD) | Comparació de Costos (en USD) | Comparació de Costos (en USD) | Comparació de Costos (en USD) |
| ---------------------------------------------------------------------------- | ----------------------------- | ----------------------------- | ----------------------------- | ----------------------------- | ----------------------------- | ----------------------------- |
|                                                                              | Incandescent                  | Halogen                       | Fluorescent                   | LED (Genèric)                 | LED (Philips)                 | LED (Philips L-Prize)         |
| Preu de compra                                                               | $ 2                           | $ 4                           | $ 4                           | $ 20                          | $ 25                          | $ 50                          |
| Electricitat d'ús                                                            | 60 W                          | 42 W                          | 13 W                          | 9 W                           | 12,5 W                        | 10 W                          |
| Lumen                                                                        | 660                           | 570                           | 660                           | 900                           | 800                           | 940                           |
| Lumen/Watt                                                                   | 11                            | 13,6                          | 50,8                          | 100                           | 64                            | 94                            |
| Temperatura de color (ºKelvin)                                               | 2700                          | 3100                          | 2700                          | 3000                          | 2700                          | 2700                          |
| IRC                                                                          | 100                           | 100                           | 82                            | > 75                          | 85                            | 92                            |
| Durada (hores)                                                               | 2000                          | 3500                          | 8000                          | 25000                         | 25000                         | 30000                         |
| Cost del llum - més de 10 anys - 6hores/dia                                  | $ 21,90                       | $ 25,03                       | $ 10,95                       | $ 17,52                       | $ 21,90                       | $ 36,50                       |
| Cost de l'energia - més de 10 anys - 15cents/kWhr                            | $ 197,10                      | $ 137,97                      | $ 42,71                       | $ 29,57                       | $ 41,06                       | $ 32,85                       |
| Total                                                                        | $ 219,00                      | $ 163,00                      | $ 53,66                       | $ 47,09                       | $ 62,96                       | $ 69,35                       |
| Comparació basada en 6 hores d'ús per dia (21.900 hores al llarg de 10 anys) |                               |                               |                               |                               |                               |                               |

## Colors de la llum de les CFL

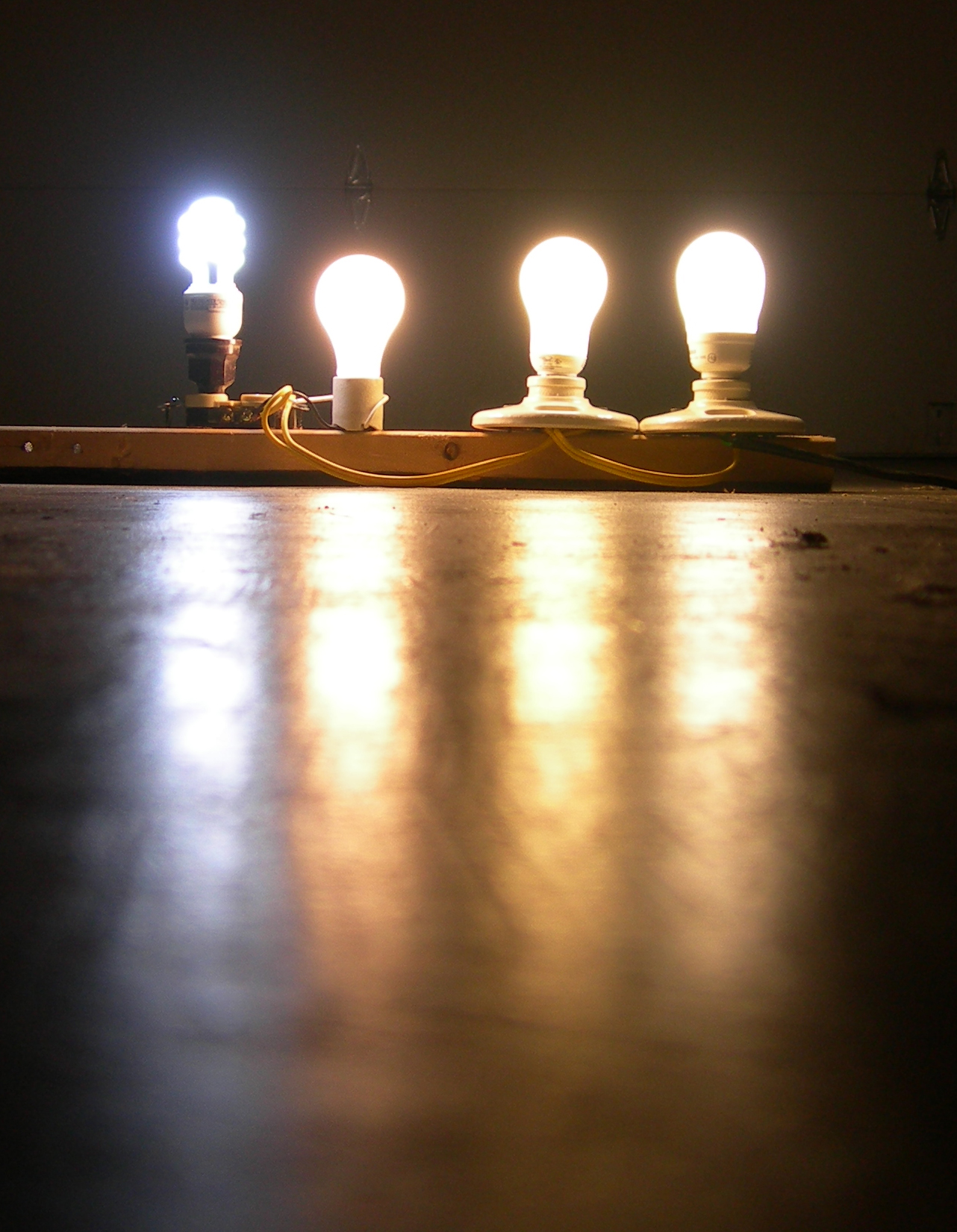
Aquesta fotografia de diversos làmpades il·lustra l'efecte de les diferències de temperatura de color.

Les làmpades de colors "blanc càlid" o "blanc suau" (2700 K - 3000 K) proporcionen un color similar al dels làmpades incandescents, una mica groguenca, en aparença. Els làmpades "blanca", "blanca brillant" o "blanc mitjà" (3500 K) produeixen una llum blanca-groguenca, més blanca que la d'un llum incandescent però encara considerada com a "càlida". Les làmpades blanc fred (4.100 K) emeten un blanc més pur però encara una mica blavós, i les trucades daylight (llum diürna, de 5000 K a 6500 K idealment) emeten una brillantor blanc, en emetre un espectre corresponent a la temperatura del sol (# 6500 K).
La "K" representa els kèlvins associats a la corba d'emissió del cos negre, és a dir, determina completament la composició de colors de la llum. Com més gran sigui aquesta xifra, més "freda" (blavosa) és la llum. Els noms de color associats amb una temperatura de color particular no estan estandarditzats en les CFL modernes i en les làmpades de tri-fòsfor com aquestes amb l'estil dels antics làmpades fluorescents de halofosfato. Existeixen variacions i inconsistències entre diversos fabricants. Per exemple, les CFL fabricades per Sylvania tenen una temperatura de color de 3500 K, encara que la majoria de les làmpades que tenen l'etiqueta "daylight" tenen temperatures de color de, almenys, 5000 K. Alguns fabricants no inclouen aquest valor en els empaquetatges de les làmpades, però aquesta situació comença a corregir ara que s'espera que els criteris de la norma nord-americana Energy Star per CFL requereixin aquest valor imprès, en la seva revisió 4.0.
Les CFL són produïdes també en altres colors menys comuns, com:
Les CFL amb fòsfor generador de rajos UVA (rajos ultraviolats A), són una font eficient de llum ultraviolada d'ona llarga ("llum fosca"), molt més que les làmpades incandescents de "llum fosca", ja que la quantitat de llum ultraviolada que produeix el filament d'aquestes últimes és d'acord amb la radiació de l'anomenat cos negre i la radiació ultraviolada és només una fracció de l'espectre lluminós generat.
Com que és un llum de descàrrega de gas, la CFL no genera totes les freqüències de llum visible; l'índex actual de producció (renderitzat) de color és un compromís de disseny. Amb menys que un perfecte representació dels color, les CFL poden ser insatisfactòries per il·luminació d'interiors, però els dissenys moderns, d'alta qualitat, han demostrat ser acceptables per a ús a la llar. Això comença a esmenar amb els làmpades tri-fòsfor o RGB, que generen la mateixa quantitat d'ones en vermell, verd i blau, permetent una reproducció més real dels colors.

## Pros i contres
Fins fa pocs anys, aquestes làmpades tenien alguns inconvenients i limitacions, heretats de la tecnologia del tub fluorescent clàssic. Les làmpades fluorescents compactes actuals han millorat ostensiblement la tecnologia fluorescent inicial gràcies a l'electrònica i l'enorme millora dels compostos luminescents, emetent avui dia el doble de llum que un tub clàssic rectilini utilitzant la meitat de l'energia. No obstant això, algunes característiques d'aquestes lluminàries són objecte de controvèrsia, especialment després de l'inici de la prohibició de les bombetes incandescents convencionals.

### Toxicitat
Les làmpades fluorescents contenen mercuri, un metall pesant utilitzat en forma de gas per produir radiació, que després una pols fluorescent converteix en llum visible. Els tubs fluorescents convencionals contenen entre 15 i 25 mg d'aquesta substància, mentre que els làmpades de baix consum contenen una quantitat menor. Amb l'optimització de la tecnologia dels làmpades, han sorgit models amb molt baixa quantitat de mercuri: l'Associació nacional de fabricants elèctrics nord-americana (NEMA) estipula un contingut màxim de 5 mg per llum, encara que no tots els fabricants compleixen amb aquest estàndard. Malgrat la reducció del contingut de mercuri, diferents agències de la salut recomanen, en cas de trencament, abandonar l'habitació durant 15 minuts, recollir les restes amb guants, o fins i tot, en cas de ser utilitzada, canviar la bossa de l'aspiradora. Les làmpades CFL s'han de reciclar per un procediment específic.
Quant a l'alliberament de mercuri al medi ambient, cal tenir en compte que la generació d'electricitat allibera al seu torn apreciables quantitats d'aquest metall a l'atmosfera. Atès que els làmpades fluorescents compactes consumeixen molta menys energia, l'efecte global en aquest sentit és positiu. Això es dona pel fet que la producció d'una llum incandescent pot requerir l'alliberament a l'ambient de 10 mg de mercuri, mentre que la fluorescent requereix l'alliberament de 2,4 mg, la qual cosa implica beneficis per l'ambient. En el cas que la bombeta fluorescent s'hagi trencat, o no s'hagi reciclat, aquest avantatge es mantindria, ja que s'estarien afegint 5 mg als 2,4 mg, la qual cosa dona una suma de 7,4 mg, de totes maneres menor als 10 mg.

### Vida útil
Els cicles d'encesa i apagada de les bombetes CFL afecten la durada de la seva vida útil, de manera que les bombetes sotmeses a freqüents encesos poden envellir abans del que marca la seva durada teòrica, reduint per tant l'estalvi econòmic i energètic. Això és aplicable en llocs d'ús puntual, com a passadissos o lavabos. Cal evitar també les bombetes en lluminàries molt tancades, ja que les altes temperatures també redueixen la seva vida útil.
La polèmica s'ha vist agreujada per la mala qualitat de moltes de les bombetes distribuïdes al mercat: un estudi de 2006 va demostrar que més de la meitat de les bombetes de certes marques duraven menys de 100 hores, en comptes de les 3.000 o 8.000 anunciades.

### Arrencada progressiva
Els primers models, apareguts a les dècades de 1980 i 1990, requerien temperatures relativament altes per generar una emissió lluminosa suficient. Com que aquests models empraven balasts electromecànics i cebadors, igual que un tub fluorescent lineal, no només havien de prendre temperatura, sinó que a més l'encesa produïa parpellejos. Des de mitjans de la dècada de 1990, el balast electromecànic i el arrencador van ser substituïts per un transformador electrònic, mal denominat balast electrònic, que juntament amb les millores en les substàncies fluorescents presents en el tub, han millorat els temps d'encesa, així com el temps requerit per aconseguir la seva màxima lluminositat. No obstant això en llocs de trànsit, com per exemple passadissos, el retard en l'encesa pot resultar molest i poc pràctic.

### Alt consum inicial
Els primers tubs fluorescents, que són l'antecedent dels làmpades compactes fluorescents, van usar balast i arrencadors la tecnologia encara era primitiva. Per encendre un d'aquests equips i portar-ho a la seva lluminositat, es requerien enormes quantitats d'energia, a causa de la manca d'optimització de la tecnologia. Les noves generacions de balasts electrònics, arrencadors i tubs lineals ja van solucionar aquest problema amb anterioritat als làmpades fluorescents compactes, de manera que encara els models electromecànics no sofrien aquest defecte. Els models electrònics estan exempts d'aquest problema.

### Brunzit
Les làmpades amb equip electromecànic tendien a brunzir al ritme de la freqüència de la xarxa elèctrica, que funciona a 50 Hz o 60 Hz segons el país, independentment de la tensió. Els làmpades electròniques no usen balast sinó un transformador electrònic molt optimitzat que produeix l'alta tensió d'arrencada a altíssimes freqüències, condició que ajuda a la creixent disminució de la mesura. Aquesta altíssima freqüència disminueix gairebé per complet el parpelleig o flicker .

### Escassa potència
Fins a inicis del segle xxi, les CFL tenien un rendiment baix, trigaven a arrencar i eren fal·libles. Avui dia, una CFL de 24 W pot reemplaçar a un tub fluorescent de 40 W o una bombeta incandescent 100 W amb fins i tot més flux lluminós. El problema segueix sent el gran mesura de les bombetes d'alta potència, que sovint no caben en les làmpades convencionals, o resulten poc estètiques.
Molts usuaris afirmen a més que la potència teòrica de les CFL no és real, i que luminen menys del que es diu en les etiquetes. Això és moltes vegades cert: però, aquesta impressió es deu a les nombroses bombetes etiquetades amb una potència sensiblement major a la seva potència real, i és per tant un problema de les agències de control de qualitat, i no de la tecnologia en si.

### Seguretat
Els tubs fluorescents equipats amb balast mecànic poden explotar si aquest entren en curtcircuit, ja que en aquest estat equival a un tros de cable que connecta el tub directament a la xarxa elèctrica, sobrecarregat. La llum fluorescent amb balast mecànic ha sofert aquests problemes, però l'electrònica està completament exempta, ja que és un transformador electrònic que aïlla el tub de la xarxa, fins i tot en les pitjors condicions, de manera que els models d'avui són més segurs que qualsevol llum, excepte les LED. Normalment aquestes només es trenquen per cops indeguts o accidentals, de manera que n'hi ha prou amb usar-les dins d'un bon artefacte o en una posició on estiguin protegides d'impactes.

### Fredor de la llum
Els tubs fluorescents gairebé sempre són associats amb una llum blanca tendint a blau, la qual cosa pot ser un problema per a les persones acostumades a la calidesa de la llum d'un llum incandescent. Avui dia es poden adquirir làmpades fluorescents compactes en colors com a llum dia, neutre i càlid. Luz dia és la clàssica llum fluorescent, càlid és la mateixa coloració groguenca que emet la llum incandescent, i neutre és un terme mitjà entre les dues, que tracta de millorar la reproducció de colors. També hi ha les làmpades trifósforo, que emeten iguals quantitats de llum vermella, blau i verd, generant un blanc perfecte que reprodueix amb precisió tots els colors. A més, comencen a aparèixer làmpades fluorescents que emeten en vermell, blau, verd, groc, ambre i l'anomenada llum negra .

### Interferències
Les bombetes de baix consum utilitzen un petit transformador amb un oscil·lador que produeix interferències de radio i electromagnètiques. No només això, alguns models interfereixen exactament a la banda de 2,4 GHz, de manera que anul·len la cobertura de les xarxes Wifi. En màquines d'àudio, com a micròfons a tub (bulb), fonts de poder, o similar anàlegs, produeixen sorolls similars als quals produeix la manca de terra (GND), o per contra a deixar sense terra (lift) capta senyals de radioemissores.
En general, es pot concloure que l'ús de bombetes de baix consum és beneficiós tant en termes econòmics com a ecològics, sempre que s'evitin les bombetes de mala qualitat, procedents en la seva immensa majoria de la Xina.

## Altres tecnologies de CFL
Un altre tipus de llum fluorescent és la fluorescent sense elèctrodes, coneguda com a llum radiofluorescent o d'inducció fluorescent. A diferència altres làmpades fluorescents convencionals, la il·luminació es duu a terme mitjançant inducció electromagnètica. Aquesta inducció és efectuada mitjançant un nucli de ferrita amb un bobinat de fil de coure que s'introdueix en el bulb de la llum encapsulada en una coberta de vidre amb figura de "Un" invertida. El bobinat és energitzada amb corrent altern a una freqüència de 2,65 o 13,6 MHz, això ionitza el vapor de mercuri de la llum, excitant el recobriment intern de fòsfor i produint llum.
Una altra variant de les tecnologies existents de CFL són els bulbs o làmpades amb un recobriment extern de nano-partícules de diòxid de titani. Aquesta substància és un fotocatalizador que s'ionitza quan és exposat a les radiacions ultraviolada produïdes per la CFL, i és capaç de convertir oxigen en ozó i aigua en radicals hidroxils, el que neutralitza les olors i elimina bacteris, virus i espores de floridura.
La llum de llum fluorescent de càtode fred (CCFL, per les seves sigles en anglès) és una de les formes més noves de CFL. Les làmpades CCFL usen elèctrodes sense filaments. El voltatge que travessa a aquests làmpades és gairebé 5 vegades superior al de les làmpades CFL i el corrent entre les seves terminals és del voltant de 10 vegades menor. Les làmpades CCFL tenen un diàmetre de gairebé 3 mm i són usades en la retroiluminació dels monitors prims. El seu temps de vida útil és d'unes 50.000 hores i el seu rendiment lluminós és igual a la meitat de les làmpades CFL.
Actualment, estan començant a estendre's les bombetes de LEDs blancs. Tenen un rendiment i durada similar o fins i tot superior a les fluorescents compactes ia més es poden encendre i apagar (fins i tot centnars de vegades per segon) sense que la seva vida útil es vegi afectada.

## Medi ambient
L'ús dels làmpades i tubs fluorescents té implicacions ambientals, ja que contenen Mercuri, un potent contaminant. Cada llum conté mil·ligrams d'aquest metall. A nivell mundial no hi ha lleis i disposicions legals, respecte a què fer amb els residus produït per aquests làmpades. De moment es realitza l'emmagatzematge de tubs i làmpades fluorescents en recipients estancs.
Tot i la manca d'una normativa adequada de tubs i làmpades fluorecents, la seva utilització és defensada per organitzacions ambientalistes, ja que el seu ús en comptes de làmpades incandecents, amb el consegüent estalvi d'energia, minimitza l'emissió de gasos amb efecte d'hivernacle i contaminants per part de les plantes de generació d'energia termoelèctrica.

## Tipus de làmpades CFL

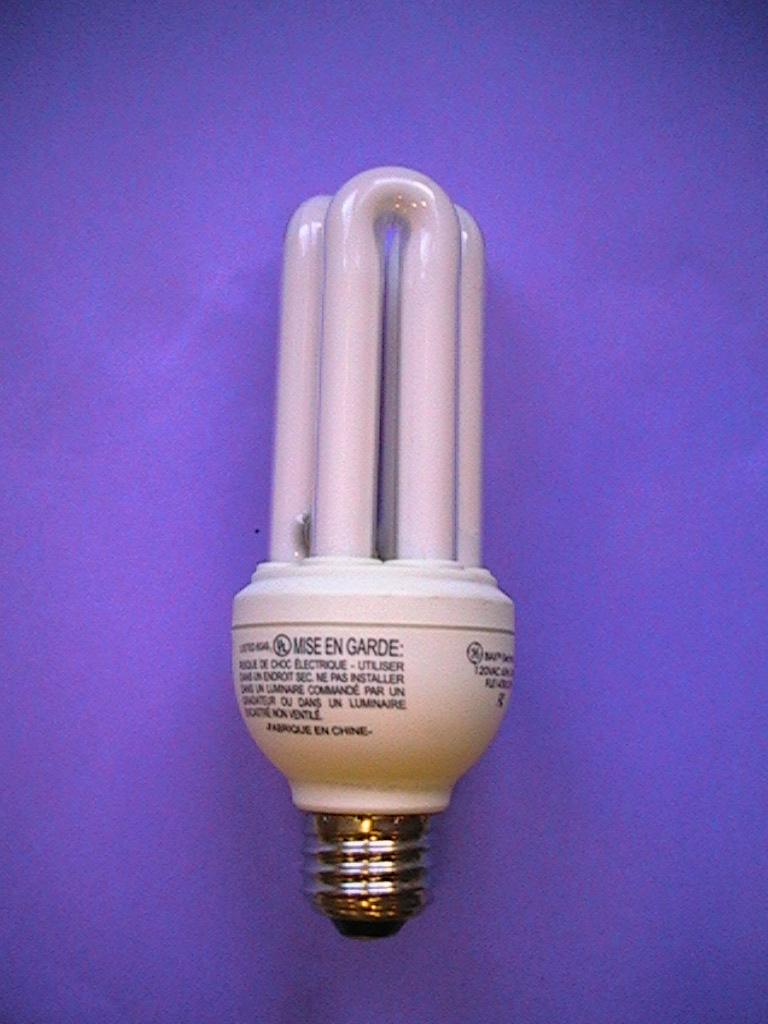
Biax o CFL lineal
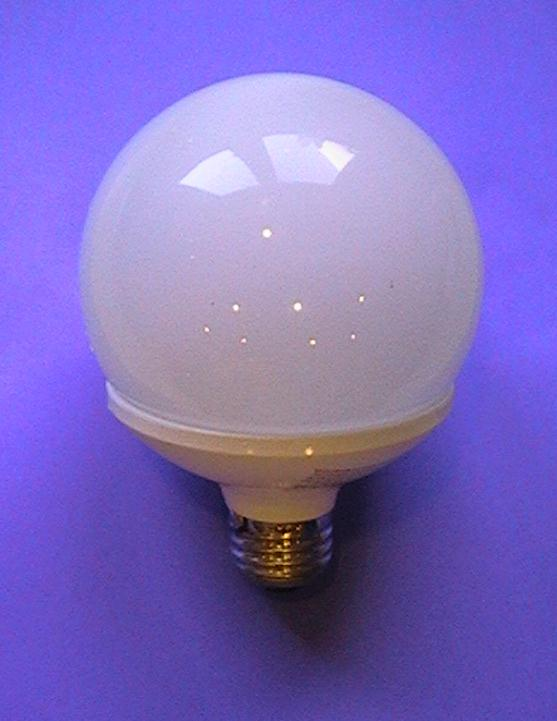
CFL globus
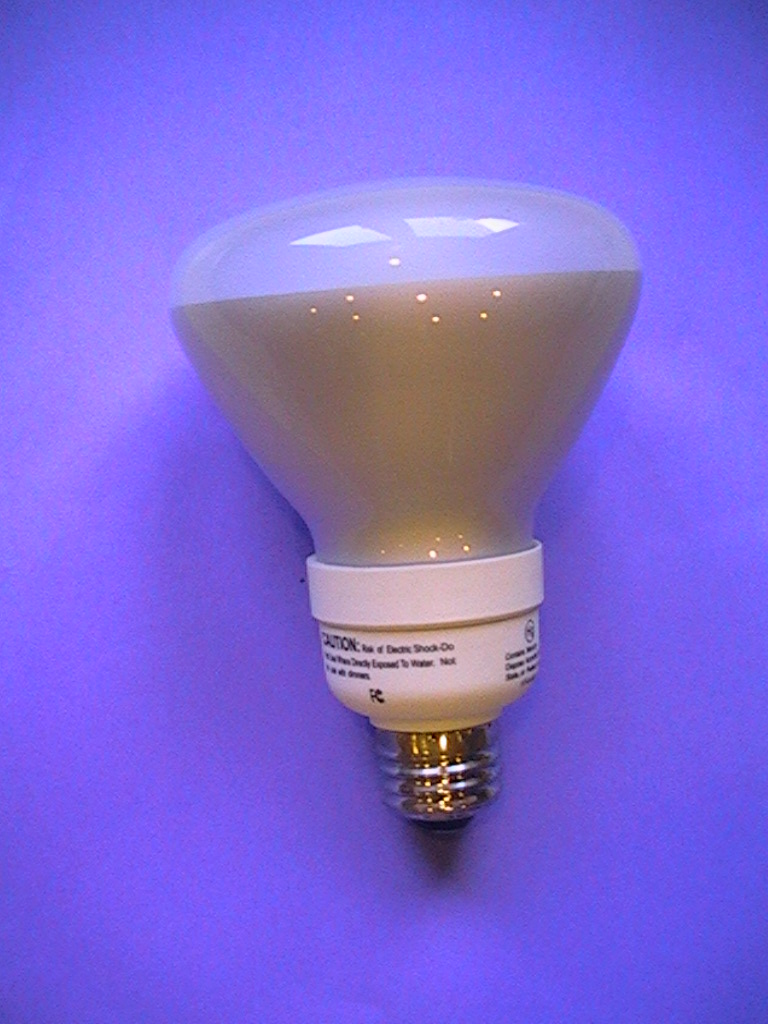
CFL reflector
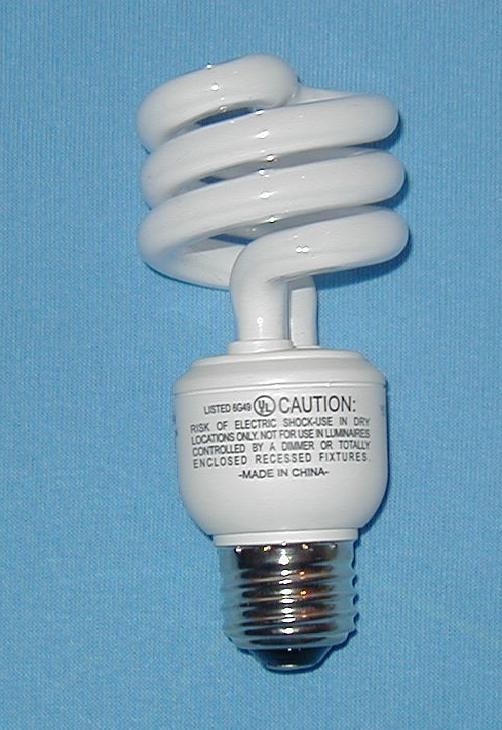
CFL espiral
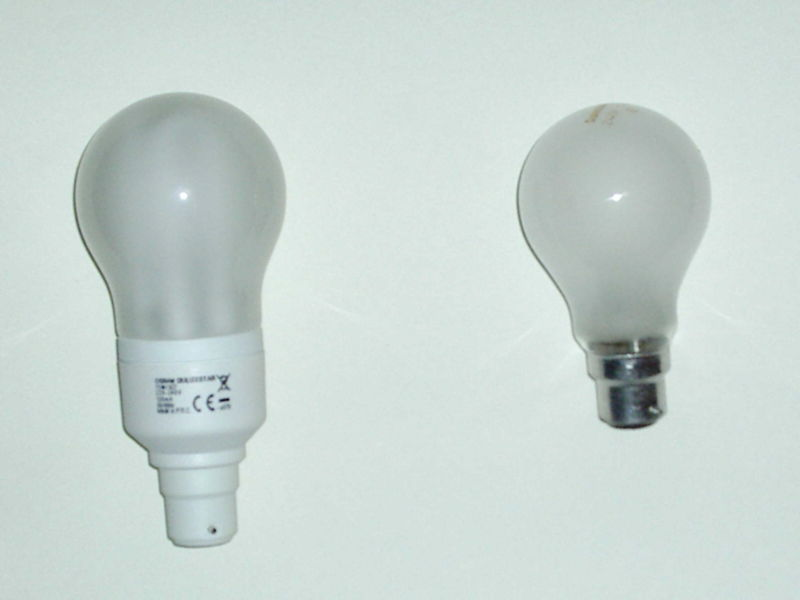
CFL dissenyada per assemblar-se a una llum incandescent.

## La tecnologia T-thin
La nova tecnologia anomenada T-thin (en homenatge a la primesa dels tubs fluorescents utilitzats) és un desenvolupament que ve a competir directament amb la tecnologia LED, que té molts beneficis, però també moltes limitacions, i amb aquesta nova tecnologia, s'aconsegueixen prestacions molt elevades i baixos consums, a costos més econòmics que els existents.
A grans trets, es podria resumir que ofereix una molt alta qualitat en reproducció cromàtica (RA> 85-90), pràcticament nul·la radiació UV, absència de parpellejos, sorolls o efectes estroboscòpics, amb una longevitat espectacular (més de 50 000 hores de vida útil i més de 80 000 hores de vida mitjana), major fins i tot que molts LED, un consum baixíssim d'energia, una fàcil substitució o actualització (que permet aprofitar la llum existent en el cas dels tubs fluorescents), sense obres (tan simple com canviar un tub per un altre, o un simple canvi d'una bombeta), i una taxa de retorn de la inversió, que fa que s'amortitzi en la meitat de temps que qualsevol altra tecnologia similar existent de llarga vida.
A pesar que encara no està gaire difosa, serà un dels grans avançaments de la dècada 2020-2030, ja que els seus principis i la seva tecnologia fa força temps que s'utilitzen, no pas per a la il·luminació directa, sinó per il·luminació de monitors i televisors de LCD.